# Kenkhausen
Kenkhausen ist ein sehr alter Adelsbesitz in Wermelskirchen in Nordrhein-Westfalen. Er liegt nördlich vom Stadtzentrum von Wermelskirchen, westlich von Lüffringhausen und südwestlich von Mebusmühle. 1747 waren drei Teilgüter 272 Morgen, im Jahre 1827 zwei Teilgüter noch insgesamt 176 Morgen groß. 

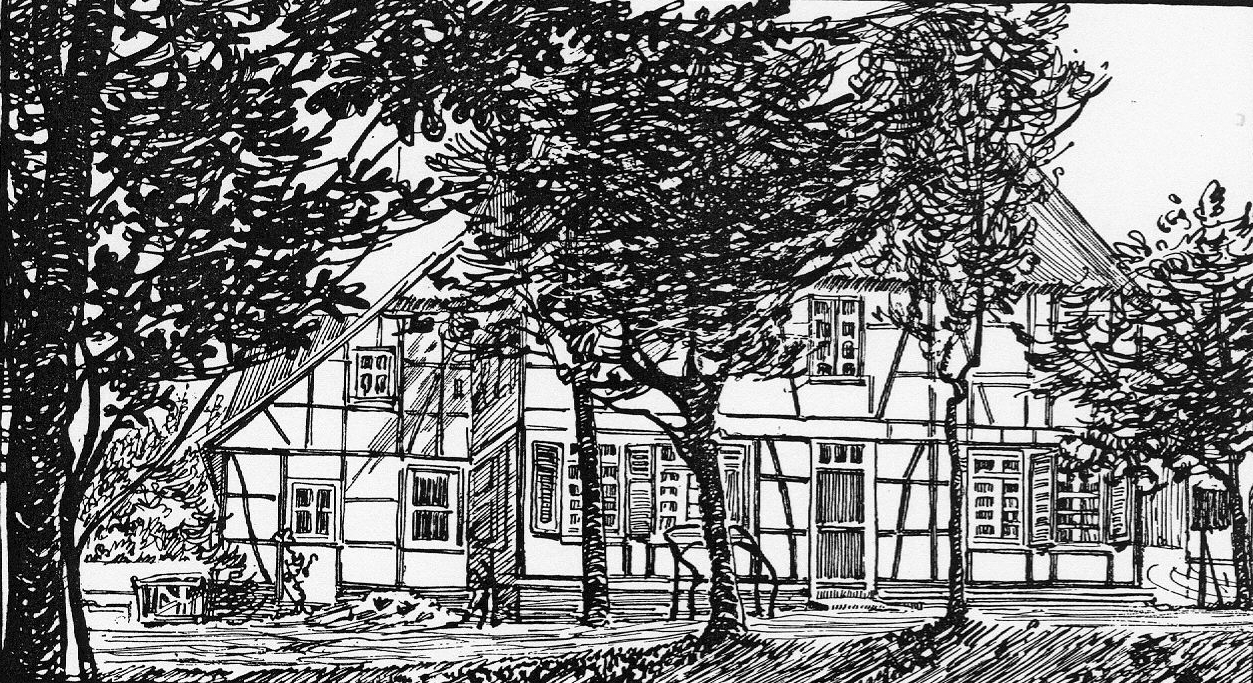
Kenkhausen 1740, Geburtshaus Halbach

## Geschichte
In den Jahren 1446 und 1476 befreit Herzog Gerhard den Hof Kenkhausen dem Gauwyn von Swanenberg, Ritter, für geleistete Dienste, welcher vorher Johan van me Loche gehört habe.
Der Halbwinner (Pächter) des Gauwyn von Swanenberg, Bergischer Landdroste, zahlt 1469 für das Gut Keenkusen (Kenkhausen) acht Mark an Steuern. Bericht des Verwalters Johann Vese des Amt Bornefeld im Jahre 1492 über die schatzfreien Güter in seinem Amt. Er nennt u. a. Her vyncentius hoff zo keyenkuse.
Am 2. Mai 1502 erlaubt Herzog Wilhelm dem Henrich zu Kenkhausen, eine Walkmühle auf seinem Grund und Wasser zu bauen, die später Mewes Küllermanns Erben nun Mathias Schopphoff Witwe im Gebrauch gehabt und gibt dafür alle Jahr so sie im Gebrauch hat an Roggen einen Malter an die Kellnerei Amt Bornefeld. Die Reste der Walkmühle sind in der Remscheider Talsperre untergegangen.
Im Jahr 1507, andere nennen 1568, hat Vincentius van Swanenberg einen Hof im Amt Bornefeld genannt Keyenkußen(Kenkhausen), ist ein Freigut und mein gnädiger Herr erhält die Abgaben davon, ist verpachtet für 22 Malter Hafer, zwei Karren Kohlen und zwei Schweine.

Im Jahre 1545 wird als Eigentümer der Eidam des von Swanenberg ein Dietrich von Wylich und Anna von Swanenberg genannt. Der Sohn der Eheleute Wylich/Swanenberg Phillip von Wylich zu Winnethal verkauft 1581 das Gut an Hermann Schunk.

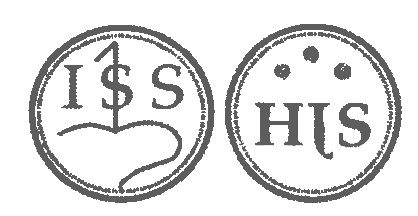
Die Siegel des Eigentümer Schunk und seines Pächters Steffens

Am 6. Mai 1598 bekennen Daniel Schunk und seine Geschwister, dass ihr Oheim Johann Schunk sein Erbe zu Kenkhausen an seine verstorbenen Eltern Hermann Schunk und Ehefrau Clara de Loumel als Vormünder für ihn und seiner Geschwister übergeben hat. 

### Im bürgerlichen Besitz wurde geteilt
Hermann Steffen, reformiert, geboren zu Köln, gestorben vor 1636, verheiratet 1616 mit Adelheid von Trier. Er ist 1600 Besitzer des Reinshagener Bergwerks und der Eisenhütte Neuenhammer im Eschbachtal, will 1591 das Gut Kenkhausen kaufen. Er wohnte in Köln, Obenmarspforten, Haus Kleingedank. 
Am 1. März 1654 verkaufen Johann Schunk und Ehefrau Christ. Schreiber die Halbscheid des Gutes an Adolf Jörgens und Maria Klaut für 1800 Taler. Als Zeuge und Weinkaufleute Adolf Frowin, Johan Schmit zu Dhünn, Scheffen, so dann Hans George, Chriß Deuting (Eich), Hermanus Soeter und Peter Fuhrman (Eich). Am 9. März 1661 wird der Kauf am Landgericht zu Wermelskirchen ratifiziert.
Im Jahre 1666 sind Adolf und Hanß Jürgen (Jörgens) und Conradt Schmidt Teilnehmer an der Erbhuldigung in Ostringhausen.
Ausweislich der Kirchbücher heiratet am 24. Februar 1666 Adolf Jörgens Sohn eine Cathrina Platzhoff aus Löh in Niederwermelskirchen. Deren Sohn wird 1667 Hermannus, Hanßen Jürgens, ältester, Sohn, getauft.
Im Jahre 1667 nennt der catalogus der adelichen Sitze und freyen Höffen im Amt Bornefeld für das Gut Kenkhausen den Schunck zu Köln als Inhaber, er muss vier Taler zahlen.
1698 Hermanus Jörgens und Hans Jörgens zu Kenkhausen besitzen Kirchensitz BB 5 und 6 und HH 4 und 5 auf der Bühne in der Reform. Kirche zu Wermelskirchen mit kupfernem graviertem Namensschild. 

### Neubau des Hauses
1701 erfolgte eine weitere Teilung des Gutes zwischen Leverkus und Jörgens. 
Das Jahr 1725 wird als Fällungsdatum der Balken des Hauses in Kenkhausen ermittelt. 
Um 1740 Zeichnung Hof Kenkhausen, Wohnsitz des Caspar Halbach, Vorfahr der Familie Krupp in Essen.
Im Jahre 1746 Joh. Leveringhaus (Leverkusen) verheiratet mit Anna Cath. Schmidt erhält einen Teil des Gutes. 
1747 besitzt Peter Jörgens 84 Morgen, Wilhelm Schmitz besitzt 82 Mogen, Joh. Leverkus besaß 106 Morgen.

In der Amtsrechnung von 1749 heißt es: 

„Meines gnädigsten Herren Schatz wird abgerechnet von den Höfen zu Kenkhausen welcher Anno 1446 Herzog Gerhard dem Graf von Schwarzenburg von allen Schätzen, Diensten und Beschwerungen erblich befreit. Außerhalb von genanntem Hof einiges Horn(vieh) gebührend zu hüten, daß solches von der eingeschriebenen Freiheit ausgeschieden sein soll. Diesen Hof hat Hermann Schmitz(Schunck), Bürger in Köln, zum Eigentum gehabt, nun aber von Johann Schmitz besessen ist, und beträgt sich obige Befreiung ad 23 Taler 8 Heller“

8. März 1796: Es zahlen Kriegskosten Joh.Pet.Dorfmüller 3 Taler 76 Stüber 1 Heller, Eberhard Spiritus 1 Taler 75 Stüber, Pet. Gottfr.Dan. v. Stein 53 Stüber 8 Heller. 
In den Jahren 1766 bis 1768 führt Johann Leverkus einen Prozess vor dem Gericht in Wermelskirchen wegen des Nagelsberger Guts in den 15 Höfen.

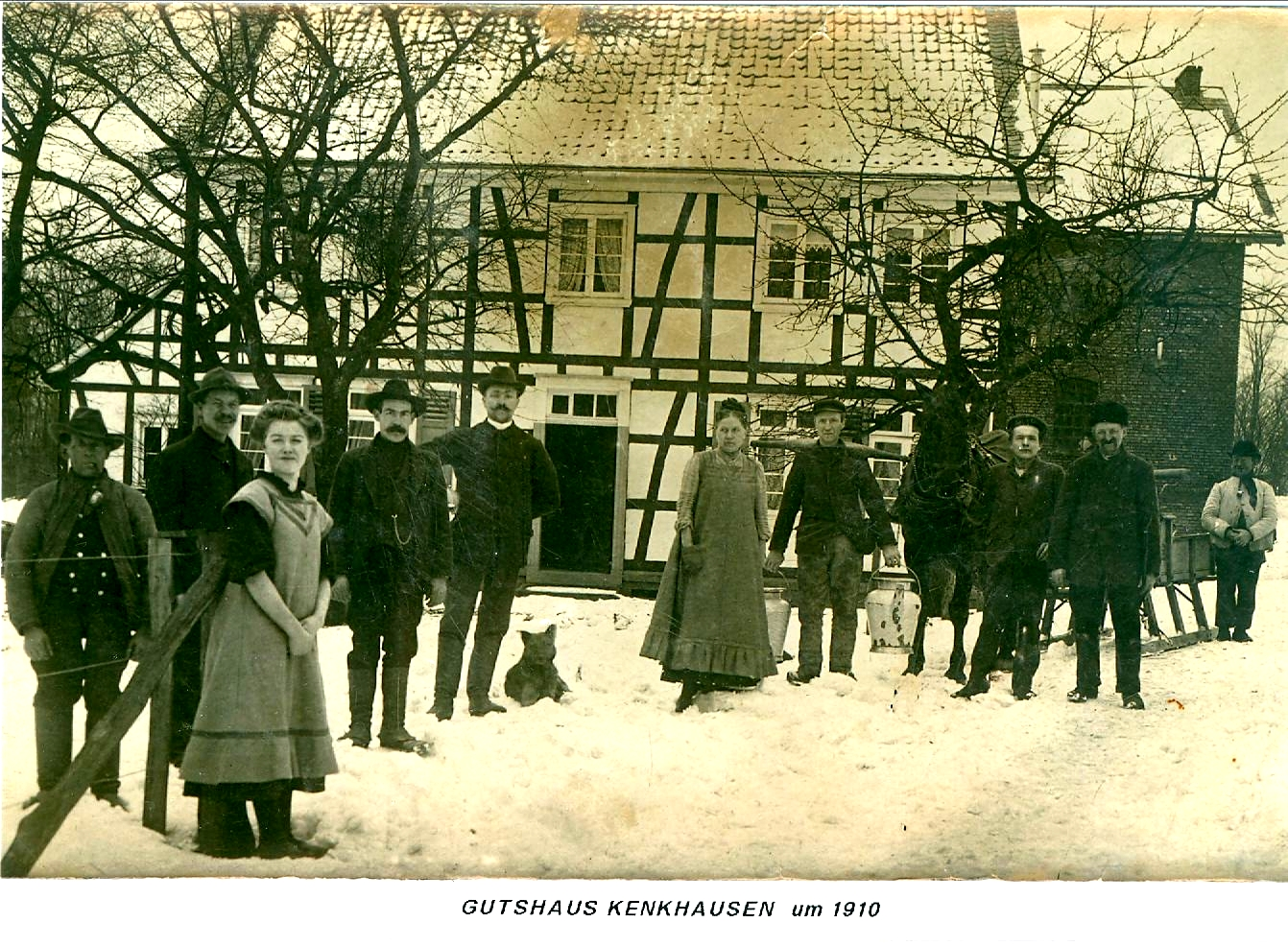
Kenkhausen 1910

### Das Gut ist wieder vereinigt
1860 Die Eheleute Johann Arnold vom Stein und Louise Kretzer verschenken den Kataster-Artikel 192, 196 Morgen groß mit drei Häusern und 5700 Talern Bargeld und 10 Kirchensitzen, an die Kinder v. Stein, Eidam Joh. Hackländer und Eidam Aug. Küpper. Bei der Erbteilung v. Stein sind die Gutsteile wieder zusammen - 322 Morgen groß, Wert: 30.000 Taler.
In den Jahren 1889 und 1898 verkaufen Peter Arnold vom Stein, Witwe Friedr. Wilh. v. Stein geb. Friederike Buchholz, Eheleute Julius Weyer und Carl Wilh. v .Stein an den Bürgermeister Wiel für die Stadt Wermelskirchen. Die betrieb in den Gebäuden u. a. ein Altersheim.

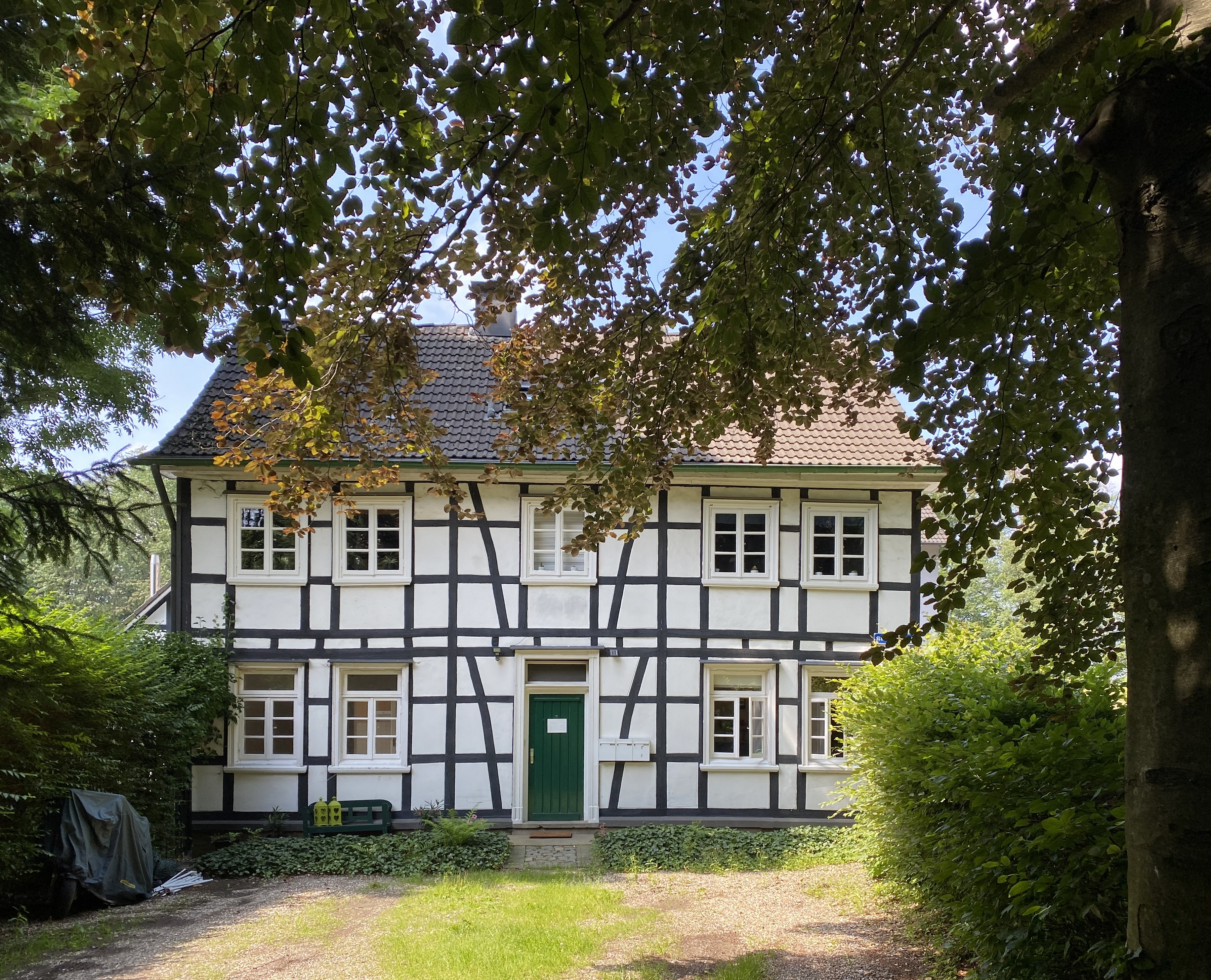
Baudenkmal Kenkhausen 33 im Jahr 2021
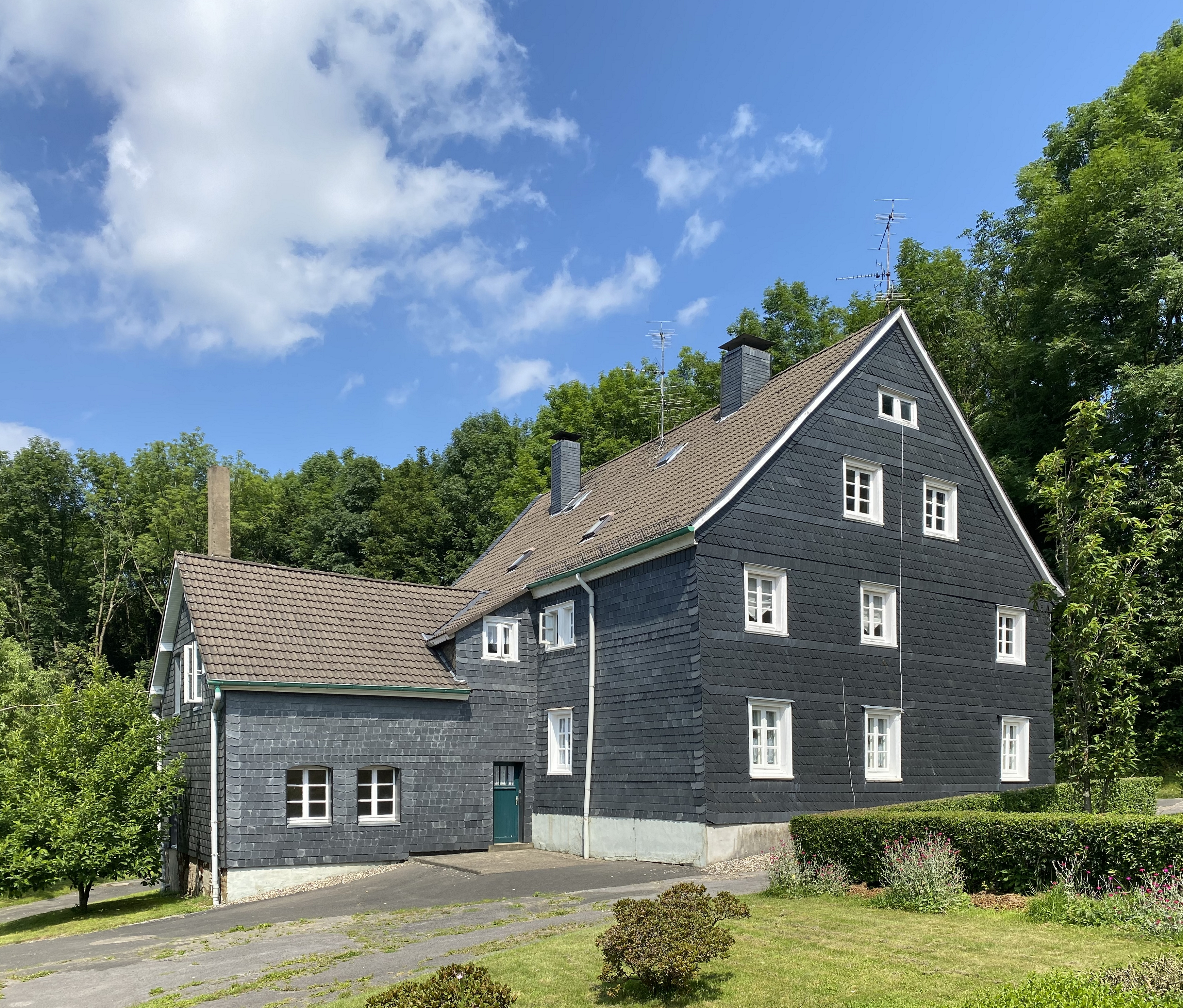
Baudenkmal Kenkhausen 31 im Jahr 2021